# Avenida Bartolomé Mitre
La Avenida Bartolomé Mitre es una avenida en el Gran Buenos Aires, Argentina, una de las arterias más importantes del Partido de Vicente López, junto a Avenida de los Constituyentes. Es la continuación de la Avenida Ricardo Balbín en el norte de la ciudad de Buenos Aires.

## Extensión
Se extiende desde la Avenida General Paz, hasta la Avenida Paraná, en el límite con el Partido de San Isidro. La numeración se inicia en el 1 y termina en el 4.599, recorriendo unos 5,1 km en total.
La Avenida continúa su recorrido por el Partido de San Isidro, cambiando su nombre por el de Avenida Fondo de la Legua.
En el 2014 se construyó un boulevard entre Villate y Veles Sarsfield extendiéndose en 2018 hacia José Hernández al norte y virrey olaguer y Felíu al sur y en el 2022 hacia Rubén Darío al norte y hacia Malaver al sur

## Recorrido

### Villa Martelli
- - 0: Punto de inicio de la Avenida Bartolomé Mitre (desde la Avenida General Paz).
  - 300: Plaza Dr. León A. Vienni (cruce con la Avenida Laprida)
  - 421: Sucursal Villa Martelli del Banco de la Provincia de Buenos Aires
  - 600: Calle Lavalle
  - 900: Cæsar's Tennis Club

### Florida Oeste
- - 1000: Calle F. Melo
  - 1100: Viaducto Mitre bajo el FC Belgrano Norte
  - 1200: Calle Gral. J. A. Roca
  - 1500: Avenida San Martín
  - 1800: Av. Hipólito Yrigoyen

### Munro
- - 2000: Calle A. Malaver

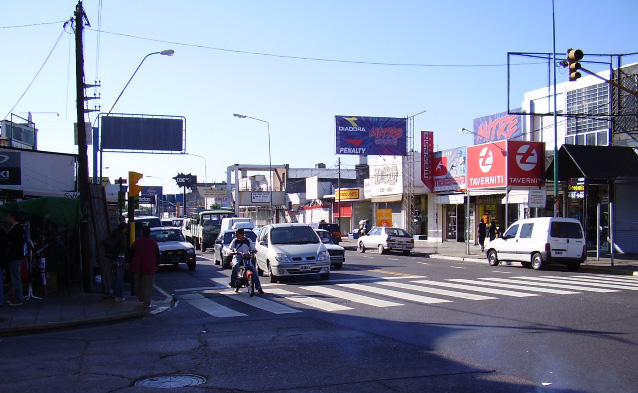
Cruce de las avenida Mitre con las avenidas Vélez Sársfield y Ugarte.

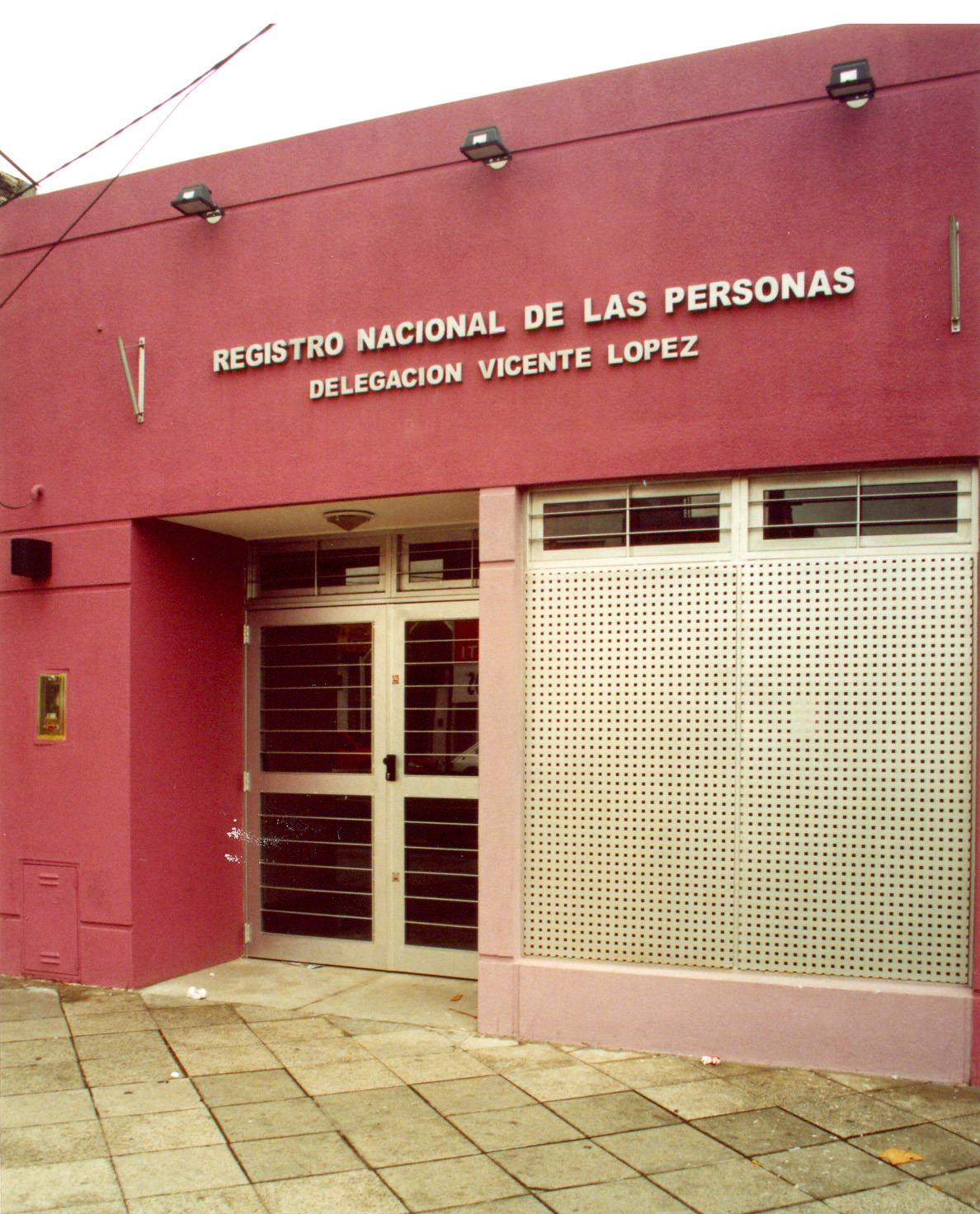
Delegación Vicente López del Registro Nacional de las Personas.

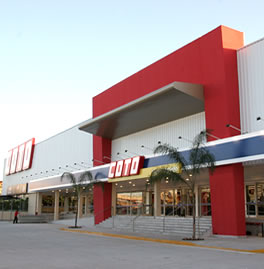
Hipermercado Coto, sucursal Munro (Av. Mitre 2905).

  - 2200: Av. Carlos Villate e Inicio del Centro Comercial de Munro
  - 2255: Galería de Fabricantes
  - 2350: Estudios Lumiton
  - 2450: Centro de Atención al Cliente y Venta de Claro
  - 2498: Centro de Atención al Cliente y Venta de Personal
  - 2500: Avenidas Vélez Sársfield y Ugarte
  - 2512: Delegación del Registro Nacional de las Personas
  - 2800: Calle Ricardo Gutiérrez
  - 2905: Sucursal Munro (Número 188) del Hipermercado Coto
  - 3200: Avenidas E. Sívori y M. Pelliza
  - 3400: Calle Ramón Castro
  - 3500: Calle Domingo de Acassuso
  - 3600: Av. San Lorenzo y acceso a las oficinas y a la fábrica de Nestlé
  - 3820: Centro de distribución para la región de Carrefour
  - 3900: Calle G. White (a 300 m se encuentra la entrada al centro comercial Norcenter y al  supermercado Carrefour)
  - 3981: Fábrica y venta al público de indumentaria deportiva Puma
  - 4000: Calles Comandante Piedrabuena y S. Gaboto
  - 4300: Av. Paraná (hacia el oeste)
  - 4400: Av. Paraná (hacia el Río de la Plata. A 500 m se encuentra la tienda para el hogar Easy y a 700 m se encuentra el hipermercado Jumbo, junto con el centro comercial Unicenter, ambos en el partido de San Isidro)
  - 4499: Fin de la Avenida Mitre, continúa hacia el norte con la Avenida Fondo de la Legua, en el vecino Partido de San Isidro.